# Carlos K.
Carlos K.（カルロス・ケー、1985年12月28日 - ）は、日本のソングライター、編曲家、音楽プロデューサー、トラックメイカー。2016年、2020年と日本レコード大賞を2度受賞。山梨県北杜市ふるさと親善大使。山梨県北杜市出身、山梨県立北杜高校、明治学院大学文学部フランス文学科卒業。

## 概要
ブラジル生まれの日系2世で、幼少の頃からピアノ演奏に慣れ親しみ、1991年（平成3年）6歳で日本に帰国、移住。作曲と油絵の制作活動を始める。
13歳からシンセサイザーを用いた楽曲制作に取り組む。山梨県立北杜高校を卒業後、明治学院大学に入学するものの夢が持てなく1年大学を休学。20歳で生まれ故郷のブラジルへ再度渡り、音楽活動を行いながら田舎のマテ茶工場でアルバイトをした。その時に一緒に働いていた住み込みのブラジル人たちは音楽の道を目指して毎週テープに自分たちの音楽を録音してレコード会社に送っていた。貧しくても頑張る姿を見て「チャンスにあふれた環境にオレなにやってんだ。自分はどんな環境でも音楽を目指せる、努力ができる」と考えて東京へ帰りすぐデモテープを作りレコード会社に送り始め、その後採用が決まった。大学卒業後もフリーターをしながら作曲家を目指すことになる。
日本に帰国後から本格的にDTMを学び、R&BやHIPHOPのトラックを作り始めるとともに、企業向けのCMの企画/制作を開始。同時に、油絵の制作にも再び注力。
学生時代から数々のバンドやシンガーに楽曲やトラックを提供し、度々全国放送のCMなどで楽曲が使用される。映像音楽も数多く手がけており、映画音楽、ファッションPVの音楽制作などを行う。
近年では多数のメジャーアーティスト、TV-CM、アニメ、映画などの音楽を制作している。アイドルからシンガーソングライターまでジャンルにとられることなく対応でき、提供曲数は600曲を超えている（2024年夏時点）。Little Glee Monsterなど、デビュー当初から携わっているアーティストも多い。また海外のアーティスト/クリエーターとの共同での制作活動にも積極的に取り組み、2021年からは地元である山梨県北杜市にて作曲家の大型コライト合宿であるクリエイターズキャンプを主催し、地元をクリエイターの集まる街にすることを目標に取り組んでいる。
2015年（平成27年）AKB48『Green Flash』などのヒットによりオリコン年間ランキング作曲家部門1位を記録。
2016年（平成28年）作曲・編曲を手がけた西野カナ『あなたの好きなところ』が「第58回日本レコード大賞」にて大賞を受賞。
2017年（平成29年）山梨県北杜市ふるさと親善大使に就任。
2020年（令和2年）作曲・編曲を手掛けたLittle Glee Monster『足跡』が「第62回日本レコード大賞」にて優秀作品賞を受賞。NHK合唱コンクール2020年&2021年課題曲にもなった。
2021年（令和3年）1年間のリリース楽曲数が100曲を超え話題となる。
2022年（令和4年）編曲で携わったTani Yuuki『W/X/Y』がBillboard JAPANが発表した2022年の年間総合チャート（Hot 100）で2位を獲得。ストリーミングチャートでは3億回を超える再生回数を記録し、2022年に最も再生された楽曲となった。
2024年（令和6年）NMB48オリジナル新公演「天使のユートピア」サウンドプロデューサーに就任。
3度目の開催となるCreator's Camp in Yatsugatakeは参加人数が100名以上となる。

## 人物
- 「カルロス」は自身を取り上げたブラジルの産婦人科医の名前から付けられ、「K」は「けいいち」のイニシャルであることを明らかにしている[8]。
- ブラジルの農場で働いていた父親は結婚相手を探しに日本に戻り母親と出会い結婚。母親をブラジルに連れてきた。

## 作風
幼少時代、楽譜が読めず母親からピアノを教えてもらっていた。怒られたくないため事前に耳コピして弾けるように心がけた。その経験が今の作曲術に繋がり、音を聞いたら頭の中で組み立てられるようになった。
関ジャニ∞に夏うたソングの作り方を解説。『夏感を出す裏打ちリズム』『夏音色（風鈴・海など）』『暖かいメジャーコードと切ないマイナーコード進行』と独自理論を展開した。
音楽観に影響を受けたアーティストはビートルズ、ボブ・ディラン、尾崎豊、小室哲哉、ゴンチチ、ヨーヨー・マ。音楽の最初の入りのジャンルはクラシックだった。

## 提供作品

### アーティスト提供作品
※五十音順
ア行
- 蒼井美恵
  - I am who I am（作曲・編曲）
  - ONE LOVE（作曲・編曲）
- 青空アンダーガールズ!
  - Karisome Irony（作曲・編曲）
  - イバラノミチ〜記憶の果て〜（作曲・編曲）
  - Beyond the tears（作曲・編曲）
- 青空アンダーガールズ! Re:vengerS
  - Day Light↔Moon Light（作曲・編曲）
- あかまる（THE BINARY）
  - ズルくてすごい（編曲）
- アキシブproject
  - Hola! Hola! Summer（作曲・編曲）
- Aqours
  - WONDERFUL STORIES（作曲）   *TVアニメ『ラブライブ!サンシャイン!!』挿入歌
  - Next SPARKLING!!（作曲・編曲）   *劇場版『ラブライブ!サンシャイン!! The School Idol Movie Over the Rainbow』エンディングテーマ
  - JIMO-AI Dash!（作曲）
- AZU
  - Summer Time!!!（作曲・編曲）
  - 4Seasons|hello（作曲・編曲）
- ASTRO
  - Ⅱ愛してる（作詞・作曲・編曲）
- 足立佳奈
  - little flower（作詞・編曲）
  - WE CAN!（編曲）
  - ひとりよがり（作詞・作曲・編曲）
  - 恋する気持ち（編曲）
  - 面影（作曲・編曲）
  - Just Do It（作曲・編曲）*「個別指導学院フリーステップ」CMソング
  - まちぼうけ（作曲・編曲）
  - ノーメイク（作曲・編曲）*テレビ東京系ドラマ「理想のオトコ」OPテーマ[10]
  - ゆらりふたり feat.Tani Yuuki （作曲・編曲）
  - リミット（作曲・編曲）
  - この雨がやんだら feat.竹内唯人（作詞・作曲・編曲）*WOWOWドラマ「アオハライド」主題歌
- 雨宮天
  - 誓い（編曲）   *TVアニメ「七つの大罪 戒めの復活」EDテーマ
  - VESTIGE（作曲・編曲）
- amorecarina
  - 明日に向かって走れ!!（作詞・作曲・編曲）
- 雨宮凪波
  - 叶う（作曲・編曲）
- Ayasa
  - Buffalo（作曲・編曲）
  - Hope Island（作曲・編曲）
- AYATO
  - iN Reality（作曲）
  - Labyrinth（MIX）
- 綾野ましろ
  - ideal white（作曲・編曲）   *アニメ『Fate/stay night』のOPテーマ
  - focus light（作詞・作曲・編曲）
  - ideal white from 1st one man live lycoris（作曲・編曲）
  - white arise ～overture～（作曲・編曲）
  - GLAMOROUS SKY (NANA starring MIKA NAKASHIMAのカバー)（編曲）
- E-girls
  - ひとひら（作曲・編曲）
  - eleven（作曲）
- 幾田りら
  - 恋風（編曲）ABEMA「今日、好きになりました。ニュージーランド編」主題歌
- 石川花
  - 空に咲いて（作曲・編曲） *テレビ東京系ドラマ「運命警察」EDテーマ
- 板野友美
  - Dear J（作曲）   *板野友美出演 Samantha Thavasa TV CMソング
  - Always I need you（作曲・編曲）
  - for you,for me（作曲・編曲）
  - 君。（作曲・編曲）
- idom
  - GLOW（作曲・編曲）*フジテレビ月9ドラマ競争の番人EDテーマ
- 上田まりえ
  - はじまる（レコーディング）
- 宇野実彩子
  - きみとぼく（作曲・編曲）
  - All AppreciAte（編曲）
  - SKY（作曲・編曲）
  - Orange（編曲）
  - SMILE PEACE（編曲）
  - going on（作曲・編曲）
  - one love（作曲・編曲）
  - 逢いたい（編曲）
  - stop（作曲・編曲）
  - Free（作曲・編曲）
  - PEARL LOVE（作曲・編曲）
  - I wish（作曲・編曲）
  - Sorrow（編曲）
  - Ti Ti（作曲・編曲）
- ウマ娘 プリティーダービー
  - QueenBee（作詞・作曲・編曲）
- Uru
  - そばにいるよ（編曲）
  - 脱・借りてきた猫症候群（編曲）
- AKB48
  - Green Flash（作曲）
  - LOVE ASH（作曲・編曲）
- S-HERO
  - BEAUTY BEAST（作曲・編曲）
  - LIVE THE（作曲・編曲）
  - NO NO NO（作曲・編曲）
  - ENGINE feat.LICO LION（作曲・編曲）
- NMB48
  - Don't look back!（作曲）
  - 僕だけのSecret time（作曲・編曲）
  - Must be now（作曲・編曲）
  - 恋を急げ（作曲・編曲）
  - 僕以外の誰か（作曲・編曲）
  - OUR STORY（作詞・作曲・編曲）
  - 君はエイリアン（作詞）
  - 美しく激しく咲く （作曲・編曲）
  - 天使のユートピア（作詞・作曲）
  - 全部抱きしめろ!（作詞・作曲）
  - 繋ぎ歌（作詞・作曲・編曲）
- X4
  - Fire（作曲・編曲
  - 最後の言葉（作曲・編曲
  - You（作曲・編曲）
- erica
  - お薬タイム（作曲・編曲）
- lol
  - chance（作詞・作曲）   *日本テレビ系バラエティ番組「誰だって波瀾爆笑」のEDテーマ
- Enju
  - Libera o Grave（作曲・トラックプロデュース）
- 遠藤正明
  - 恍惚ラビリンス（作曲・編曲）
- ENVii GABRIELLA
  - Moratorium（編曲）
  - Dystopia（編曲）
  - Finally Found You（編曲）
  - Cabaret（作曲・編曲）
  - Ride/Reboot（編曲）
  - Sorry Not Sorry（作曲・編曲）
  - 女優(仮)（編曲）
  - ハッピーハッピーウェイウェイドンチー（作曲・編曲）
  - BL （編曲）
  - Symphony（作曲・編曲）
  - APHRODITE（編曲）
  - PAY ME（編曲）
  - 90's（編曲）
  - オリビアを聴きながらを聴きながら（編曲）
  - オワッテンネ（作曲・編曲）
  - Sail On（作曲・編曲）
  - Mother Ship/Message in a Bottle（編曲）
  - Portrait of Love/Petal Dance（編曲）
  - Cherry Pie/Dvorakkia（編曲）
  - Strangers/Fate（編曲）
  - 僕の名を持つ君へ（編曲）
  - Message in a Bottle（編曲）
  - Petal Dance（編曲）
  - Fate（編曲）
  - Dvorakkia（編曲）
  - サイコダンス（作曲・編曲）
  - 誕生誕生Birthday（作曲・編曲）
  - Love is always light of my life（作曲・編曲）
  - Raining Raining（編曲）
  - (Life is always Like a)Ball（編曲）
  - Divalicious（編曲）
- 及川光博
  - BE MY ONE（作曲・コーラス）
- 大橋彩香
  - YES!! （アコースティックアレンジ）
- OS☆U
  - チクタク☆ラブ（作曲・編曲）
- おとめボタン
  - fever★フィーバー（編曲）
- 小野友樹
  - party night（作詞・作曲）
  - ソーラン Night（作詞・作曲）
  - ターザン Night（作詞・作曲）
  - Overture（作詞）
  - あの日の夜（作詞・作曲・編曲）
- 小野大輔
  - supernova（作曲・編曲）
  - ROSA～Blue Ocean～（作詞・作曲・編曲）
  - STARTRAIN（作曲・編曲）
  - SHAKE IT!!（作詞・作曲・編曲）
  - cell "D" ~funky alien~ （編曲）
  - Sounds of Love （編曲）
- OMEGA X
  - Stand up!（作曲・編曲）
  - Drive（作詞・作曲・編曲）
  - ＃BLB（作曲・編曲）

カ行
- KAIKI
  - Wonderful life（編曲）
  - YOLO（作曲）
  - Be With You（編曲）
  - Blue Cave（編曲）
  - Summer Breeze（作曲）
  - ただI Love You（作詞・作曲）
  - Chillin'（作曲）
  - Little Bird（作曲）
  - Love（作曲・編曲）
  - Beauriful day（作曲・編曲）
  - KAIKI & Micka Scene
  - Power to the peaceful（編曲）
  - LOST（編曲）
- Kylee
  - Everlasting（作曲）   *TVアニメ『機動戦士ガンダムUC エピソード２』主題歌
- 河西智美
  - それでも...（作曲）
- KAZUKI（DOBERMAN INFINITY）
  - あおいとり（作曲・編曲）
- 加藤ミリヤ
  - 愛が降る（編曲）
  - ほんとの僕を知って（編曲）
  - そばにいるね （編曲）
  - この夢が醒めるまで feat.吉田兄弟（作曲・編曲）*TVアニメ『ましろのおと』エンディングテーマ
- カフネ
  - なんにもない（プロデュース）*YBSワイドニュース2024年1月〜3月エンディングテーマ
  - いってきます（プロデュース）*YBS開局70周年記念イベントジャーンFESタイアップ
  - アルバム（プロデュース）
  - ひまわり（プロデュース）
  - 深海魚（プロデュース）
  - 君の空（プロデュース）
- Kamin
  - ありよりのあり（作曲）
- 花耶
  - スナドケイ（作詞・作曲・編曲）
- KARA
  - SUNNY DAYS（作詞・作曲・編曲）
- GIRLFRIEND
  - クリスマスマジック（作曲・編曲）
  - High up High（作曲）
- 川口レイジ
  - Night Divin'（作曲）
  - STOP（作曲・編曲）   *テレビ朝日系列ドラマ『この男は人生最大の過ちです』エンディングテーマ
  - in the dark（作曲・編曲）
- Kis-My-Ft2
  - 僕を照らすモノ - 横尾渉ソロ楽曲
- KIMIKA
  - Beautiful Tears（作曲・編曲）*『F.C TOKYO COLORS』エンディングテーマ
- King & Prince
  - 僕らのGreat Journey（作曲・編曲）
- QU4RTZ（ラブライブ！虹ヶ咲学園スクールアイドル同好会・ユニット）
  - Sing & Smile!!（作詞・作曲・編曲）
  - ENJOY IT!（作曲）
- ClariS
  - キミとふたり（作詞・作曲・編曲）
  - 本当は（作詞・作曲・編曲）
- Krissha
  - Can' Stop (É Demais)（作曲・編曲）
- Crystal Kay
  - 君がいたから（作詞・作曲）   *日本テレビ系列ドラマ『ワイルドヒーローズ』主題歌
  - 君と二人なら（作詞・作曲・編曲）
  - Silent Goodbye（作詞・作曲・編曲）
  - わたしたち（作曲・編曲）   *ライオン「バファリン」CMソング
- 96猫
  - chocolate（作曲・編曲）
- KG
  - 片想い duet with JAMOSA（プロデュース・編曲）
  - I am here（プロデュース・作曲・編曲）
- KEIKO
  - Close to you（作曲・編曲）
- cocona
  - 雨上がり（作曲・編曲）
- 寿君
  - 一人じゃない（作曲）
- 近江彼方
  - INNER TRAVEL（作曲・編曲）
- COMiNUM
  - Two Hearts （作曲・編曲）
  - RUN （編曲(トラック)）
- 小山慶一郎
  - Refrain（共作曲・共編曲）
- こんどうようぢ
  - キミキミDOG（編曲）
  - Party☆Party (こんどうようぢ with M!LK)（編曲）
- consado
  - Candle light（作詞・作曲・編曲）   *イベント「TBSホワイトサカス2016-17」公式テーマソング

サ行
- SUNNY
  - 未来へ続く道（作曲・編曲）
  - SUMMER DREAM（作曲・編曲）
  - BELIEVE（作詞・作曲・編曲）
  - PRIDE（作詞・作曲・編曲）
  - TAKE YOU（作詞・作曲・編曲）
  - ALONE（作詞・作曲・編曲）
  - DISTANCE（作曲・編曲）
- CYBER JAPAN DANCERS
  - Super Girl（作詞・作曲・編曲）
  - Summertime Forever（作詞・作曲・編曲）
  - Summer Summer（作詞・作曲・編曲）
  - Joy To The World（作曲）
  - 夏だから（作曲・編曲）
  - スキスキスー（編曲）
  - ASOBO-YO!（作詞・作曲・ボーカルディレクション）
  - BE TOGETHER（編曲・ボーカルディレクション）
  - Stereo Love（ボーカルディレクション）
  - ウルトラ大好きMySelf（作曲・編曲）
- さらば青春の光・東口
  - マツカサトカゲの唄（作詞・作曲・編曲）   * TBS系「トコトン掘り下げ隊!生き物にサンキュー!!」EDテーマ
- C&K
  - Alma（作曲・編曲）
  - 年中Funky（作曲・編曲）
  - Drive!!!（作曲・編曲）
  - TANSAN FLAVOR（作曲・編曲）
  - HOME（作曲・編曲）
  - MAMANIE（編曲）
  - うたをうたお（編曲）
  - ONE DAY（作曲・編曲）
  - コドナ（作曲・編曲）
  - HELLO SAY GOODBYE（作曲・編曲）
  - メリチキ（作曲・編曲）
  - ハートビート（作曲・編曲） *NHK夜ドラ「VRおじさんの初恋」主題歌
- s**t kingz
  - FFP（作曲・編曲）
  - 未来紙 feat.のんぴー（作詞・作曲・編曲）
  - ささくれ（作曲・編曲）
- GFRIEND
  - Memoria（作詞・作曲・編曲）
  - Beautiful（作曲・編曲）
  - Fallin' Light（作曲・編曲）
  - Emotional Days（作詞・作曲・編曲）
  - LABYRINTH（作曲）
- 白間美瑠
  - You（作曲・編曲）
- JG
  - 愛のセレナーデ（作曲・編曲）
- J☆Dee'Z
  - Feel Good（作曲・編曲）
  - Re:100万回の「I love you」（作曲・編曲）
- GEM
  - Speed up（作詞・作曲・編曲）
  - Star Shine Story（作詞・作曲・編曲）
  - Girls Entertainment Overture（作曲・編曲）
  - オネガイMoonlight（作詞・作曲・編曲）
  - EMERGE!!!（作曲）
  - Sugar Baby（作曲・編曲）
  - MJK（作曲・編曲）
  - Galaxy（作曲・編曲）
- JY
  - Come Back（作詞・作曲・編曲）
- Jewel
  - 手紙～拝啓 十五の君へ～（編曲）
- Jewel☆Neige
  - Snow Memories（作曲・編曲）
  - Alice（作曲・編曲）
- ジェニファー・純愛・ソル（ワッチャプリマジ!)
  - Believe (作詞・作曲）
- Juliet
  - Love Game（プロデュース・作曲・編曲）
- 神話（SHINHWA）
  - HEAVEN（作曲・編曲）
- SIX LOUNGE
  - 相合傘（編曲）
  - キタカゼ（編曲） *アニメ「僕のヒーローアカデミア」6期第2クールEDテーマ
  - キタカゼ（編曲）
  - エバーグリーン（編曲）
- SUPER☆GiRLS
  - 飛行機雲、いつか（作曲・編曲）
- SUPER JUNIOR-D&E
  - 24Lovers（作詞・作曲・編曲）
- SixTONES
  - Life in color（作詞）
  - My Hometown（編曲） - 髙地優吾・森本慎太郎によるユニット曲
  - Call me（作曲・編曲）
  - Again（共作曲・編曲）
- 鈴木伸之
  - フタリノリ（編曲） *テレビ東京 木ドラ24「自転車屋さんの高橋くん」EDテーマ
- 鈴木雅之
  - 夢見る16歳 feat.幾田りら（編曲）
- 須田景凪
  - いびつな心 feat. むﾄ（編曲）*日本テレビ Zドラマ「沼る。港区女子高生」主題歌
- Split BoB
  - サクラミチ（作曲・編曲）
- 住岡梨奈
  - あまのがわ（編曲）
- serena
  - あなたがいればOK!（作曲・編曲）   *読売テレビ/日本テレビ系列アニメ「宇宙兄弟」EDテーマ
  - Winter Dream（作曲・編曲）   *『2013-2014プリンススノーリゾート』テーマソング
- 想天坊
  - 言いたかった.. 言えなかった.. feat.YU-KI（編曲）
- Sonar Pocket
  - もう直接言うことはできないから、こうして歌にして届けようとしてる（作曲・編曲）
  - 過ぎ去りし時は僕らの中に （作曲・編曲）
  - 拝啓、元恋人  （作曲・編曲）
  - 夏中毒（編曲）
- SOLIDEMO
  - Sail Away（作曲・編曲）
  - もう会えないけど、平気ですか？〜Our days〜（作曲・編曲）   *NCC長崎文化放送『JUNK BOX』EDテーマ
- SOL from GEM
  - GALAXY（作詞・作曲・編曲）

タ行
- 竹内唯人
  - Fly（作詞・作曲・編曲）
  - 絆（作詞・作曲・編曲）
- Tacitly
  - Just You and I（作曲・編曲）
- Tani Yuuki
  - Unreachable love song（編曲）
  - Night Butterfly（編曲）
  - W/X/Y（編曲）
  - 夢喰（編曲）
  - 燦々たるや（編曲）
  - ワンダーランド（編曲）
  - 運命（編曲・レコーディング）
  - もう一度（編曲）
  - 何も考えたくないです（編曲）
  - Cheers（レコーディング）
  - Life goes on（レコーディング）
  - 械物（編曲） *アニメ「EDENS ZERO」OP主題歌
  - 最後の魔法（編曲）
  - kotodama（編曲）
  - 花詩（編曲）
  - がらくた（編曲）
  - 笑い話（編曲）
  - I'm home（編曲）
  - アンタレス（編曲）
  - 吾輩は人である（編曲）
- Cheeky Parade
  - Happy Days（作曲）
- 築田行子
  - Flashback（作曲）
  - Woo hoo!!（作曲・編曲）
  - Missing you（作詞・作曲・編曲）
- Chu-Z
  - FLY HIGH（作詞・作曲・編曲）
  - 花のアーチ（作曲・編曲）
  - One's Life（作詞・作曲・編曲）
  - 夢で逢いましょう（作曲・編曲）
  - まだ君が好きで（作曲・編曲）
  - 花のアーチ（作曲・編曲）
  - Chu-Z days（作詞・作曲・編曲）
- TeamK from CYBERJAPAN DANCERS
  - Super Girl（作詞・作曲・編曲）
- TUNE
  - AGENIGHT（作曲・編曲）
- 超特急
  - Call My Name（作詞・作曲） *ドラマ「ホスト相続しちゃいました」主題歌
- つばきファクトリー
  - 私がオバさんになっても（編曲）
- TiiiMO
  - SUPER FEVER !!（作詞・作曲・編曲）
- DEEP
  - Celebrate（作曲・編曲）
- 傳田真央
  - Love for Sale（作曲・編曲）
  - たったひとつの夢（作曲・編曲）
  - 幸せの診断書〜check list〜（作曲・編曲）
- TOKYO CITYPOP CANDY
  - Plastic Love（Cover）（プロデュース）
  - 真夜中のドア〜stay with me〜（プロデュース）
  - SPARKLE（プロデュース）
  - DOWNTOWN（Cover）（プロデュース）
  - Just You and I（作詞・作曲・編曲）
  - ふたりの夏物語 NEVER ENDING SUMMER（Cover）（プロデュース）
  - 哀色ロマンティック（作曲・編曲）
  - City Hunter〜愛よ消えないで〜feat.夕七（Cover）（プロデュース）
  - IN THE NIGHT（feat.YuNi & RaNa )（作曲・編曲）
- 東京女子流
  - Don't give it up（作曲・編曲）
- 藤堂ヒロ
  - jump!!!（作詞・作曲・編曲）
- 戸塚慎
  - CRAZY（作曲・編曲）
  - Freak Show（作曲）
  - I Believe（作曲）
  - Interlude: Get Ya Entertained（作曲）
  - Do You Wanna Do（編曲）
- ときめき♡宣伝部
  - キタコレ!モーニング（作曲・編曲）
- 戸松遥
  - In Our Hands（作曲）   *カプコンRPG『ブレスオブファイア6白竜の守護者たち』主題歌
- Dream Ami
  - Good Goodbye（作曲）
- どぶろっく
  - サ・ガ・シ・テ・ル（編曲）

ナ行
- 中島美嘉
  - KISS OF DEATH（編曲）(HYDEと共作)    *アニメ「ダーリン・イン・ザ・フランキス」主題歌
  - Beyond（作曲・編曲） *アニメ「魔道祖師 完結編」OPテーマ
  - MISSION（作詞・作曲・編曲） *TVアニメ「め組の大吾 救国のオレンジ」EDテーマ
- 仲宗根泉
  - 「Lifetime Respect feat. DOZAN11」（編曲）
  - 「ラブ・ストーリーは突然に」（編曲）
- 中森明菜
  - Amore（作詞・作曲・編曲）
- Natural Radio Station
  - One Big Ship（編曲）
  - Your Song feat. 九州男（編曲）
  - イマカレ、モトカレ feat. 宏実（編曲）
  - 桜ドラマ（編曲）
  - Just the way I am（編曲）
  - Fall in Love（編曲）
  - モトサヤ feat.宏実（編曲）
  - 7 BILLION（編曲）
  - エンレン feat. 松咲リエ（編曲）
  - Life Goes On（編曲）
- 菜々香
  - come back
- 7cm
  - Overture（作曲・編曲）
  - Believe（作曲・編曲）
  - Say Yeah!（作曲・編曲）
- NANO
  - We Are The Vanguard with DEMONDICE（作曲・編曲）
- Number_i
  - i（作曲・編曲）
  - Bye24/7（作曲・編曲）
- ニイサヤカ
  - Half moon（作詞・作曲・編曲）*musicるTV2024年5月度エンディングテーマ
- 虹ヶ咲学園スクールアイドル同好会
  - めっちゃGoing!! （作曲・編曲）
  - Wish（作曲・編曲）
  - 友 & 愛（作曲・編曲）
  - Margaret（作曲・編曲）
  - Fire Bird（作曲・編曲）
  - 楽しいの天才（作曲・編曲）
  - Sweet Eyes （作曲・編曲）
  - Dream with You （作曲・編曲）
  - いつだって for you! （作詞）
  - Toy Doll（作曲）
  - Colorful Dreams! Colorful Smiles!（作曲）
  - ミチノサキ（作詞・作曲・編曲）
  - SINGING, DREAMING, NOW!(作曲・編曲）*「ラブライブ！虹ヶ咲学園スクールアイドル同好会 NEXT SKY」ED主題歌・エンドロールテーマ
  - My Shadows（作詞・作曲・編曲）
  - Lemonade（作曲）
- 西野カナ
  - あなたの好きなところ（作曲・編曲）   *「2016年 輝く！日本レコード大賞」【大賞】受賞
  - Life Is Good（作曲・編曲）
  - Drive Away (作曲)
- 乃木坂46
  - その先の出口（作曲・編曲）
  - ここにいる理由（編曲）
  - 隙間（作曲・編曲）（Akira Sunsetと共作）
  - 強がる蕾（編曲）
- NOA
  - Highway（作曲・編曲）
  - True Colors（作詞/作曲/編曲）
- NOILION
  - Divine Speed（feat. Foggy-D）（作詞・作曲・編曲）
  - Aerial（作曲）
  - Terrain（編曲）
  - RAYS（作曲・編曲）*NetflixULTRAMANファイナルジーズンOP主題歌
- notall
  - Don't Give Up!（作詞）
- Nornis
  - Goodbye Myself（作詞・作曲・編曲）
  - だから、ひとりじゃない（作詞・作曲）
  - Shangri-la（作詞・作曲・編曲）
- のんぴー
  - たら福（編曲）

ハ行
- HIGH SPIRITS
  - Candy crush（作曲・編曲）
  - Candy pop（作曲・編曲）
  - 愛していいですか？（作詞・作曲・編曲）
- HYDE
  - KISS OF DEATH（編曲）
  - WHO'S GONNA SAVE US（編曲）
- 博多南無鈴（古坂大魔王）
  - 博士じゃないよ、博多だよ！しかも南だよ！（作曲）
- ハイドライバーズ
  - Shout It Out!（作曲・編曲）
- Happiness
  - Holiday/Be Mine（作曲・編曲）
- BudLaB
  - Go For It（作曲・編曲）
  - 情熱シャングリラ（作曲・編曲）
- PaniCrew
  - Make You DANCE（作曲・編曲）
- パペットスンスン
  - とてと（作曲・編曲）
- 遥海
  - Dotchi（作詞・作曲・編曲）
- 番匠谷紗衣
  - 自分だけの空（作曲・編曲）
- HANDSIGN
  - ふたりのサイン（編曲）
- HIKAKIN&SEIKIN
  - コール（編曲）
- bicaso feat.Gen Kakon
  - Dive Back In Time （編曲）*アニメ時光代理人オープニングテーマ
- bicaso feat.EAERAN
  - OverThink（編曲）*アニメ時光代理人エンディングテーマ
- Beverly
  - Tell Me Baby（作曲・編曲）
  - Butterfly（作曲・編曲）
  - I need your love（作曲・編曲）*全国フジテレビ系ドラマ「CRISIS 公安機動捜査隊特捜班」主題歌
  - A New Day（作曲）*全国フジテレビ系ドラマ「海月姫」主題歌
  - Future（作曲・編曲）
  - Poison Ivy（作曲・編曲）
- ヒプノシスマイク
  - We Are Untouchable（作曲・編曲）
- PEACEFUL
  - life is game?（作詞・作曲・編曲）
- ひねくれ3
  - 何もなくて夏（作曲・編曲）
- Hiroko
  - Super Rainbow（編曲）
- 廣瀬友祐
  - Kokoro Breeze（作詞・作曲・編曲）
- 宏実
  - イマカレ、モトカレ feat. 宏実（編曲）
- PINK CRES.
  - fun fun fun（作曲・編曲）
  - Etcetera（作曲・編曲）
- HIKAKIN & SEIKIN
  - コール（編曲）
- FUNKY MONKEY BABY'S
  - YOU（編曲）
- fun4re
  - Best Member（作詞・作曲・編曲）
- BOOOST
  - ワスレナグサ（編曲）
- 5th Elements
  - Message（作曲・編曲）
  - Island（作曲・編曲）
- V6
  - 足跡（HIKARIとの共作曲・編曲） *「プリンスホテルズ＆リゾーツ2016-17冬」TV CMソング
- ふなっしー
  - ぶぎ ぶぎ ふなっしー♪ 〜ふなっしー公式テーマソング第二弾〜（EDMリミックス・編曲）
- 舟津真翔
  - 魔法のコトバ（編曲）
- Flower
  - 秋風のアンサー（作曲・編曲）   *松本利夫(EXILE MATSU)主演 ドラマ「ビンタ!」主題歌
  - 他の誰かより悲しい恋をしただけ（作曲）
  - 秋風のアンサーver.2016（作曲・編曲）
  - たいようの哀悼歌（作曲・編曲）   *テレビアニメ「将国のアルタイル」のEDグテーマ
  - 紅のドレス（編曲）
- BRIGHT
  - lonely tears（作曲・編曲）
  - Girls Be Ambitious（編曲）
- Blue Journey
  - 水たまり（作詞・作曲・編曲）
- Blue Vintage
  - Lily（作詞・作曲・編曲）
- PureGi
  - MeZaSe★JO↑JO↑（作曲・編曲）
- Heli
  - Balloon（作曲）
  - 甘風ドライブ（作曲・編曲）
  - Paradise（作曲）
- ベイビークレヨン〜１３６１〜
  - Todoke!（作詞・作曲・編曲）
  - ヒーロー（作詞・作曲・編曲） *TBS情報番組「ひるおび」1月エンディングテーマソング
  - Life goes on! 2024ver.（作詞・作曲・編曲）*TBSラジオ 3月度推し楽曲
- BABY HAMITANG
  - ハローニーズドマルハボンオラ（編曲）
  - LUCKY（作曲・編曲）
- Boys Republic
  - Only Girl（作曲・編曲）
  - 大好きだよ（作詞・作曲・編曲）
  - Stand UP!（作詞）
- BOYFRIEND
  - Believe（作詞・作曲・編曲）
- WHITE SCORPION
  - 眼差し Sniper（レコーディング）
  - コヨーテが鳴いている（レコーディング）
  - 雑踏の孤独（レコーディング）
- 本田望結
  - サクラクライ（編曲）

マ行
- MYNAME
  - Alive or Fallen（作詞・作曲・編曲）
- MAGICOUR
  - MAGIC（作詞・作曲）
  - Our Days ft. YOSHIKI EZAKI（作曲・編曲）
  - Wanna Gonna（作曲・編曲）*TikTokドラマ『恋は青春より青し。』シーズン2タイアップ
- 松下優也
  - Slow Dancin'（編曲）
  - SWEET LOVE-Carlos K.REMIX-（編曲）
  - All MY LOVE（編曲）
  - Second World（編曲）
  - It's my Day off（編曲）
- 三浦祐太朗
  - 鈍色の夜明け（編曲）
- Ms.OOJA
  - Brand new day（作曲・編曲）   *イオンモール鈴鹿リニューアルCMソング
  - PIECE（作曲・編曲）
- Mr.nuts
  - 病室の蝉（編曲）
  - 手紙（編曲）
- Mizki
  - 夏夜のララバイ（作詞・作曲）
- mihimaru GT
  - promise（作曲・編曲）
- 宮下愛
  - Ride the wave!（作曲・編曲）
- 宗像美樹
  - I Promise（作曲・編曲）
  - Shake it up!!!（作曲・編曲）
  - Merry Merry X’mas（作曲・編曲）
  - 最後の言葉（作曲・編曲）   *テレビ東京系列 松本清張没後25年特別企画ドラマ「誤差」EDテーマ
- MARiA（メイリア）
  - Star Rock（作曲・編曲）
  - 君といたい（作詞・作曲・編曲）
- メロディー・チューバック
  - 恋してる（作曲・編曲）
  - Baby Girl（作曲・編曲）

ヤ行
- 山下優太郎
  - 無色透明（RECエンジニア・ヴォーカルエディット）
- 山田健登
  - アワノヨウ〜I wanna know you〜（作詞・作曲・編曲）
  - Starlight（作曲・編曲）
- 山本彩
  - Wings（作詞・作曲・編曲）（亀田誠治と共作）
- 遊助
  - 今日の花（作曲・編曲）
  - ダチ（作曲・編曲）
  - 浪漫飛行〜君と逢えたら〜（編曲）
  - ライオン-Re-（編曲）
  - History IX（作曲・編曲）
  - 夏の思い出〜海岸物語〜
- YU-A
  - Shaping Up（作曲）
- YUNA
  - MY BOOM（作曲・編曲）
  - Dancing with me（作曲・編曲）
  - 蒼炎（作曲・編曲）
- UBT
  - We are the Universe!!（作曲・編曲）
- UniteUp & LEGIT
  - What I Say（作詞・作曲）
- 横山だいすけ
  - Sunshine（作曲）

ラ行
- ラストアイドル
  - キレよう!（作曲・編曲）
- ラフ×ラフ
  - クライアント（作曲・編曲）
- ラブライブ！
  - Bring the LOVE!（作曲）*Lovelive series Asia tour2024〜みんなで叶える物語〜テーマソング
- 愛乙女☆DOLL
  - Diary（作詞・作曲・編曲）
- RICCA
  - みぎがわ（作曲・編曲）
- Little Glee Monster
  - 人生は一度きり（作詞・作曲・編曲）   *「代々木ゼミナール」CM楽曲
  - SAY!!!（作詞・作曲・編曲）
  - Summer Days（作詞・作曲・編曲）
  - はじまりのうた（作曲・編曲）
  - 春夏秋冬（作曲・編曲）
  - Don't Worry Be Happy（作曲・編曲）
  - オレンジ（作曲・編曲）
  - 何度でも（編曲）
  - だから、ひとりじゃない（作詞・作曲・編曲）   *日本テレビ系列アニメ「僕のヒーローアカデミア」主題歌
  - MY HOME（作曲・編曲）
  - STARTING OVER（作曲・編曲）*テレビ朝日系金曜ナイトドラマ「女子高生の無駄づかい」主題歌
  - 足跡（作曲・編曲）*NHK合唱コンクール2020年&2021年課題曲 -「2020年 輝く！日本レコード大賞」【優秀作品賞】受賞
  - AIN'T NO MOUNTAIN HIGH ENOUGH（編曲）
  - Be My Baby（作曲・編曲）
  - 君といれば（作曲・編曲)
  - 君といれば-complete ver.（作曲・編曲）
  - Hurry up!!（アディショナルアレンジ）
  - 3月9日（編曲）
  - SING（作詞・作曲・編曲）
  - 生きなくちゃ（編曲）映画「はい、泳げません」主題歌
  - UP TO ME!（作詞・作曲・編曲）TVアニメ「七つの大罪 黙示録の四騎士」OPテーマ
  - ちょ待って！（編曲）
  - 今日の日はさようなら（編曲）NHK「みんなのうた」
  - 「SAY!!! -2025 ver.-」（作詞・作曲・編曲）
  - 「STARTING OVER -2025 ver.-」（作曲・編曲）
- Liyuu
  - Loving Loving（編曲）
- RYUCHELL
  - Beautiful Dreamer（作曲・編曲）
- れいな
  - とびら（作曲・編曲）
- leola
  - ふたり feat.JAY'ED（編曲）

ワ行
- わーすた
  - スイカ割り（作曲・編曲）
  - ぱわわわわん!!!パワーパフ・ガールズ（編曲）
- ワタナベシュウヘイ
  - 苦い苦い苦い（作曲・編曲）
- 渡辺麻友
  - 女の子なら（編曲）   *TV-CM『Avail2014秋冬 渡辺麻友』篇 全国オンエア使用楽曲

### タイアップ・CM作品
テレビ
- TVアニメ「Fate/stay night」オープニングテーマ
- TVアニメ「宇宙兄弟」エンディングテーマ
- TVアニメ 機動戦士ガンダムUCepisode2「赤い彗星」主題歌
- TVアニメ「七つの大罪 戒めの復活」EDテーマ
- TVアニメ「ラブライブ!サンシャイン!!」挿入歌
- TVアニメ「将国のアルタイル」のエンディングテーマ
- TVアニメ「僕のヒーローアカデミア」主題歌
- TVアニメ「ダーリン・イン・ザ・フランキス」主題歌
- TVアニメ「時光代理人-LINK CLICK」オープニングテーマ
- TVアニメ「時光代理人-LINK CLICK」エンディングテーマ
- TVアニメ「BABY HAMITANG」主題歌
- TVアニメ「BABY HAMITANG」挿入歌
- TVアニメ「ワッチャプリマジ！」挿入歌
- TVアニメ「サクガン」オープニングテーマ
- NHK プレミアムドラマ「POWER GAME」主題歌
- 日本テレビ系列「ズームイン!!SUPER 」
- 日本テレビ系バラエティ番組「誰だって波瀾爆笑」のEDテーマ
- 日本テレビ系列ドラマ「ワイルドヒーローズ」主題歌
- 日本テレビ「ぶらり途中下車の旅」テーマソング
- エプソン品川アクアスタジアムエキマエ水族館
- 日本テレビ EXILE MATSU主演 ドラマ「ビンタ!」主題歌
- TBS系「トコトン掘り下げ隊!生き物にサンキュー!!」EDテーマ
- フジテレビ系列ドラマ「CRISIS 公安機動捜査隊特捜班」主題歌
- フジテレビ系列ドラマ「海月姫」主題歌
- フジテレビ系列ドラマ競争の番人EDテーマ
- テレビ朝日系列「ランウェイ24」エンディングテーマ
- テレビ朝日系列金曜ナイトドラマ「女子高生の無駄づかい」主題歌
- テレビ朝日系列 MUSIC STATION ウルトラFES2017テーマソング
- テレビ東京系列 松本清張没後25年特別企画ドラマ「誤差」EDテーマ
- 読売テレビ・日本テレビ系プラチナイト木曜ドラマ「ビンタ!〜弁護士事務員ミノワが愛で解決します〜」主題歌
- NCC長崎文化放送「JUNK BOX」EDテーマ
- AbemaTV「今日、好きになりました。」テーマソング
- Abema TV「今日、好きになりました。夏休み編」テーマソング
- テレビ東京系列ドラマ「理想のオトコ」OPテーマ
- テレビ東京系列ドラマ「運命警察」EDテーマ
- テレビ東京系列ドラマ「自転車屋さんの高橋くん」EDテーマ
- TBS系王様のブランチテーマソング
- フジテレビ系列ドラマ「ホスト相続しちゃいました」主題歌
- 日本テレビアニメEDENZ ZEROOPテーマ
- WOWOWドラマ「アオハライド」主題歌
- YBSワイドニュース 2024年1〜3月 EDテーマ
- TBS系「ひるおび」EDテーマ
- TVアニメ「め組の大吾救国のオレンジ」EDテーマ
- NHK夜ドラ「VRおじさんの初恋」主題歌
- 「musicるTV」2024年5月度エンディングテーマ
- YBS開局70周年記念タイアップ

映画
- 劇場版「えいがのおそ松さん」の主題歌
- 日中合作映画「徐福~永遠の命を探して~」主題歌
- 映画「あまのがわ」の主題歌
- 映画「はい、泳げません」の主題歌
- OVA「ラブライブ！虹ヶ咲学園スクールアイドル同好会NEXT SKY」主題歌

舞台
- マッチポンプ調査室・舞台「桜飛礫（さくらつぶて）」劇中歌、劇中曲（2017年）[11]
- 舞台スラムドッグ＄ミリオネア劇中歌（2022年）

CМ
- 花王「ヘルシアスパークリング」
- 「ガリバースーパーセール×JO1」テーマソング
- 「2013-2014プリンススノーリゾート」テーマソング
- 「プリンスホテルズ＆リゾーツ2016-17冬」TV CMソング
- イトーヨーカドー「ボディークーラー」TVCMソング
- Samantha Vega♡「板野友美 スペシャルコラボ」CMソング
- TV-CM「Avail2014秋冬 渡辺麻友」篇 全国オンエア使用楽曲
- FUJIFILM「INNOVATION AQUARIUM」
- 「代々木ゼミナール」CM楽曲
- ライオン「バファリン」CMソング
- イオンモール鈴鹿リニューアルCMソング
- ジュビロ磐田2019シーズンタイアップソング
- 「個別指導学院フリーステップ」CMソング
- レック「バルサンプラス クロラスバリア」CM書き下ろしBGM、 サウンドロゴ
- レック「バルサン 虫こないもん」CM書き下ろしBGM、 サウンドロゴ
- レック「激落ちくんトイレクリーナー「クリンぱっ！」」CM書き下ろしBGM、 サウンドロゴ
- 住宅情報館CMソング
- Gulliver「ガリバー史上最大の安売り」JO1コラボダンスインスト楽曲
- Gulliver「ガリバースーパーセール×JO1」ダンスインスト楽曲
- YBS開局70周年記念「ジャーンFES」
- Gulliver「2025 MLB TM 東京シリーズ篇」「全力ショウネン」編曲

ゲーム
- カプコン RPG「ブレスオブファイア6 白竜の守護者たち」主題歌
- ラブライブ！スクールアイドルフェスティバルALL STARS
- おに高ころりんゲーム
- あんさんぶるスターズ！

### 企画
- 鹿児島県 beauty of life, Kagoshima「桜島」「食」（作曲）
- 全国学校音楽コンクール 中学校の部 課題曲（ＮＨＫ）「足跡」（作曲・編曲）
- 山梨県 新型コロナウイルスワクチン接種に協力要請された消防団への応援ソング「それ行け！日本の消防団」作曲 [12]
- 山梨県PR・教育補助楽曲 子守唄「夜はともだち」（作曲・編曲）
- 山梨県北杜市PR・教育補助楽「北杜市山の覚え歌」（作詞・作曲・編曲）
- UCHU BREWING「We are The Universe!!」（作曲・編曲）
- Creator’s Camp in Yatsugatake（コライトキャンプ制作）

### 映像プロデュース
- 宗像美樹物語（脚本、監督）[13]※MV

## 出演
※関連アーティストの出演に伴う、ごく短時間のものを除く

### テレビ
- 関ジャム 完全燃SHOW（テレビ朝日）[14]
- 音楽チャンプ（テレビ朝日） - 審査員として出演
- musicるTV（テレビ朝日） - GFRIEND特集 Vol.2 注目の日本1stフルアルバム制作「作曲者インタビュー」
- 嫉妬に身を焦がすBAR（テレビ朝日）[15]
- ラストアイドル（テレビ朝日） - 審査員として出演[16]
- ひねくれ3（テレビ東京）[17]
- 関ジャム 完全燃SHOW（テレビ朝日）-『J-POP20年史 2000～2020プロが選んだ最強の名曲ベスト30』コメント出演
- MUSIC:S「OTOGIBANASHI」（BSフジ） -ゲスト出演[18]
- 関ジャム 完全燃SHOW（テレビ朝日）-『関ジャム 完全燃SHOW（テレビ朝日）-『嵐・ヒゲダン・B’zら9組の名曲ベスト10を音楽のプロが選定』コメント出演
- ハラ×チョコ バカしあいTV（テレビ朝日）『ハライチ澤部 失恋ソング作詞クイズ』楽曲提供・作詞
- 有吉クイズ どぶろっく『サ・ガ・シ・テ・ル』編曲

### ラジオ
- アフター6ジャンクション内「ビヨンド・ザ・カルチャー」:ラテン音楽の作り方(TBSラジオ)
- SEASONS( J-WAVE)
- TRUME TIME AND TIDE (J-WAVE)
- 高橋みなみの「これから、何する？」（TOKYO FM）
- はみだし しゃべくりラジオ キックス（YBSラジオ）
- ワイドFM開局記念 NNS Presents「Music Hours」(YBSラジオ)
- billboard JAPAN・HITS ONE（TSONE）[19]
- 「サンロードの月曜日もヘルシー」2021年7月19日（山梨放送|YBSラジオ）
- 「Niseko Amusic Lounge」（ラジオニセコ）
- 「e-Music」2024年1月23日・1月30日・2月6日（山梨放送|YBSラジオ）
- 「マキタ課長 ラジオ無尽」2024年4月6日初回ゲスト出演（山梨放送|YBSラジオ）
- 「ENGAB RADIO by ENVii GABRIELLA 」2024年6月８日

### インターネット番組
- Little Glee Monster かれんの Radio O.A.O
- 【本日Mステ出演者が決定】ウルトラオーディション完全生中継！（AbemaTV） - 審査員として出演[20]
- Little Glee Monster かれんの Radio O.A.O ※ https://www.youtube.com/watch?v=ejeClUW28pQ&list=PL_ORCd9i3hc6gHaGWvhQovQiGzh-2fQsm
- Popteen発のガールズユニットプロジェクト 「７+ME Link」密着番組 ※ https://popfan.jp/7melink
- 歌唱王デビュープロジェクト「Stellachord（ステラコード）」密着番組 ※https://www.youtube.com/@stellachord_official?si=wf4EIf5G29xA_Asw
- iQIYI 『Sing! Asia』審査員として出演

### ウェブ
- 人気作家が語る“自身の原点”と音楽遍歴[21]
- 「Sugar Baby」発売記念連載企画『金澤有希のそこまで！言う気？』（WWSチャンネル、2017年2月13日）[22]
- 日本音楽著作権協会(JASRAC) 「音人工房」第14回[23]
- C-PRESS CMIC Group Public Relation Magazine[24]
- Carlos K.、コロナ禍の音楽シーンで実感する“前向きな変化”を語る（YAHOO!ニュース）[1]。

### 書籍
- 廣瀬友祐ファンクラブ会報（2021年5月発行） 対談企画

### 講演・トークショー
- 明治学院大学 パフォーマンス＆&ークショー
- CONVICTION SPECIAL SCHOOL音楽専門学校 ゲスト講師（甲府CONVICTION）
- 大阪スクールオブミュージック専門学校 作曲特別講座の講師
- 八ヶ岳ホースショーinこぶちざわ トークショー出演・ライブ作曲
- 公益社団法人北見青年会議所 第68回北海道地区大会“心踊る情熱の日”フォーラム出演
- TikTok Music Program×ソニアカサロン勉強会にて講師